# Bernard Lavilliers
Bernard Lavilliers, pseudonimo di Bernard Ouillon (Saint-Étienne, 7 ottobre 1946), è un cantante francese.

## Biografia
È nato da una famiglia modesta: suo padre lavorava nella fabbrica d'armi di Saint-Étienne e sua madre era un'insegnante. Ha iniziato ad ascoltare la musica quando gli venne regalato un giradischi, all'età di 4 anni.
Entrato nel mondo del lavoro lo ha considerato un'oppressione. Nel 1963 si iscrisse al partito comunista per difendere i propri ideali. Nel 1965, a 19 anni, partì per il Brasile, da cui tornò nello stesso anno. Venne considerato come renitente alla leva e quindi imprigionato per un anno a Metz. Quando uscì iniziò a cantare nel cabaret e nel 1967 uscì il suo primo album a 45 giri. Il suo primo LP uscì nel 1968, con il titolo di Lavilliers che poi diventerà il suo nome d'arte.
Nel 1970 inizia una relazione con Évelyne. In seguito si sposa quattro volte e dalle sue relazioni avrà quattro figli. Dal 2003 vive con la sua attuale compagna, Sophie.
Nel 1972 uscì il suo secondo album, Les poètes, e cominciò ad ottenere successo, confermato nel 1975 con Le Stéphanois. Ma la vera consacrazione avvenne nel 1976 con Les Barbares.
Si trasferì quindi a Saint-Malo, comprando una barca, con cui partì subito per la Giamaica, poi New York e il Brasile e tornando in Francia per una serie di concerti.
Ha cantato insieme a Léo Ferré alla fête de l'Humanité nel 1992. Nel 2004 è uscito il suo album, Carnets de bord, che è un inno ai viaggi. Il 23 settembre 2005 viene pubblicato il libro Bernard Lavilliers, Escales di Gert-Peter Bruch. Il suo ultimo album è 5 minutes au paradis, del 2018.

## Discografia
- 1968 - Premiers pas...
- 1972 - Les poètes
- 1974 - Le Stéphanois
- 1976 - Les Barbares
- 1977 - 15ème Round
- 1978 - T'es vivant... ?
- 1979 - Pouvoirs
- 1980 - O Gringo
- 1981 - Nuit d'amour
- 1983 - État d'urgence
- 1983 - Rue Barbare, BOF du film de Gilles Behat
- 1984 - Tout est permis, rien n'est possible
- 1984 - Olympia 84
- 1986 - Voleur de feu
- 1987 - Gentilshommes de fortune
- 1988 - If...
- 1990 - On the Road Again
- 1991 - Solo
- 1994 - Champs du possible
- 1996 - Duos Taratata
- 1997 - Clair obscur
- 1998 - Histoires
- 2000 - Histoires en scène
- 2001 - Arrêt sur image
- 2004 - Carnets de bord
- 2008 : Samedi soir à Beyrouth
- 2010 : Causes perdues et musiques tropicales
- 2013 : Baron Samedi
- 2014 : Acoustique
- 2017 : 5 minutes au paradis
- 2021 : Sous un soleil énorme